# Britanski oman
Britanski oman (lat. Pentanema britannica), biljna vrsta iz porodice glavočika nekad smještana u rod Inula (oman), pa joj otuda naziv britanski oman, danas se vodi kao član roda Pentanema. Raširena je po Euroaziji uključujući i Hrvatsku
Opisana je u  Taxon 67: 159 (2018), a prvi puta kao Inula britannica L.

## Sinonimi
- Aster britannicus (L.) All. in Fl. Pedem. 1: 197 (1785)
- Conyza britannica (L.) Moris ex Rupr. in Fl. Ingrica: 569 (1856)
- Helenium britannica (L.) Kuntze in Revis. Gen. Pl. 1: 342 (1891)
- Inula britannica L. in Sp. Pl.: 882. (1753)

- P. britannica
- P. britannica
- P. britannica
- P. britannica
- P. britannica